# A Minnesota Moment
A Minnesota Moment – album koncertowy Elvisa Presleya, składający się z utworów nagranych w Minneapolis w Minnesocie 17 października 1976 r. Presley miał na sobie Inca Gold Leaf suit. Album został wydany w 2010 roku.

## Lista utworów
1. "2001"
2. "See See Rider"
3. "I Got a Woman – Amen"
4. "Love Me"
5. "If You Love Me"
6. "You Gave Me a Mountain"
7. "Jailhouse Rock"
8. "All Shook Up"
9. "Teddy Bear – Don’t Be Cruel"
10. "And I Love You So"
11. "Fever"
12. "Steamroller Blues"
13. "Band Introductions"
14. "Early Morning Rain"
15. "What’d I Say"
16. "Johnny B. Goode"
17. "Drum Solo" (Ronnie Tutt)
18. "Bass Solo" (Jerry Scheff)
19. "Piano Solo" (Tony Brown)
20. "Electric Piano and Clavinet Solo" (David Briggs)
21. "Love Letters"
22. "School Days"  (26 października, 1976 Dayton, OH.)
23. "Hurt" (26 października, 1976 Dayton, OH.)
24. "Hound Dog"
25. "One Night"
26. "It’s Now or Never"
27. "Mystery Train - Tiger Man"
28. "Funny How Time Slips Away"
29. "Can’t Help Falling in Love"
30. "Closing Vamp"

## Bonus
1. "Fairytale", "America" - 18 października, 1976 Sioux Falls, SD
2. "Hawaiian Wedding Song", "Blue Christmas", "That’s All Right" - 26 października, 1976 Dayton, OH